# Кастањола (Перуђа)
Кастањола је насеље у Италији у округу Перуђа, региону Умбрија.
Према процени из 2011. у насељу је живело 22 становника. Насеље се налази на надморској висини од 476 м.